# Африм Гаши
Африм Гаши (алб. Afrim Gashi; Скопље, 9. новембар 1977) македонски је политичар. Од 28. маја 2024. налази се на функцији председника Собрања Републике Северне Македоније.

## Биографија
Рођен је 9. новембра 1977. у албанској породици у Скопљу. У младости је желео да постане музичар. Основно и средње образовање завршио је у родном граду. Године 2007. дипломирао је на Правном факултету Државног универзитета у Тетову. Године 2021. завршио је мастер на Универзитету у Скопљу. Близак је сарадник Аљбина Куртија и његовог покрета Самоопредељење.